# Манилы (река)
Манилы — река на северо-западе Камчатского края в России.
Длина реки — 16 км. Площадь водосборного бассейна — 194 км². Протекает по территории Пенжинского района Камчатского края. Впадает в реку Пенжина справа неподалёку от её устья. В месте впадения реки в Пенжину расположено село Манилы.
Название в переводе с корякского Майнылъы — «большой», это имя местного коряка, жившего близ устья реки.

## Данные водного реестра
По данным государственного водного реестра России относится к Анадыро-Колымскому бассейновому округу.
По данным геоинформационной системы водохозяйственного районирования территории РФ, подготовленной Федеральным агентством водных ресурсов:
- Код водного объекта в государственном водном реестре — 19090000112120000052171